# Землянов, Андрей Иосифович
Андрей Иосифович Землянов (5 января 1963, Кандалакша) — советский и российский футболист, нападающий.
Воспитанник СДЮСШОР ЦСКА, с 1980 года играл за дубль. 20 июня 1981 года провёл единственный матч в чемпионате СССР — в гостевой игре против «Динамо» Москва (1:2) на 70-й минуте заменил Николая Булгакова. В 1982 году провёл один матч за дубль московского «Локомотива», после чего перешёл в клуб первой лиги «Звезда» Джизак. Играл во второй лиге за «Сохибкор» Халкабад (1984), «Зоркий» Красногорск (1985), «Спартак» Кострома (1986). В начале 1985 года провёл два матча, забил один гол за дубль московского «Спартака».
Выступал за юношескую сборную СССР (1981).
Играл за любительские клубы «Металлург» Кандалакша (1992), «Динамо» Мурманск (1993). В 1994 году выступал за финский клуб «ИПП» Кемиярви.